# Larvik
Larvik ist eine Kommune im norwegischen Fylke Vestfold. Die Kommune liegt an der norwegischen Südküste und hat 48.870 Einwohner (Stand: 1. Januar 2025). Verwaltungssitz ist die gleichnamige Industriestadt Larvik.

## Geografie

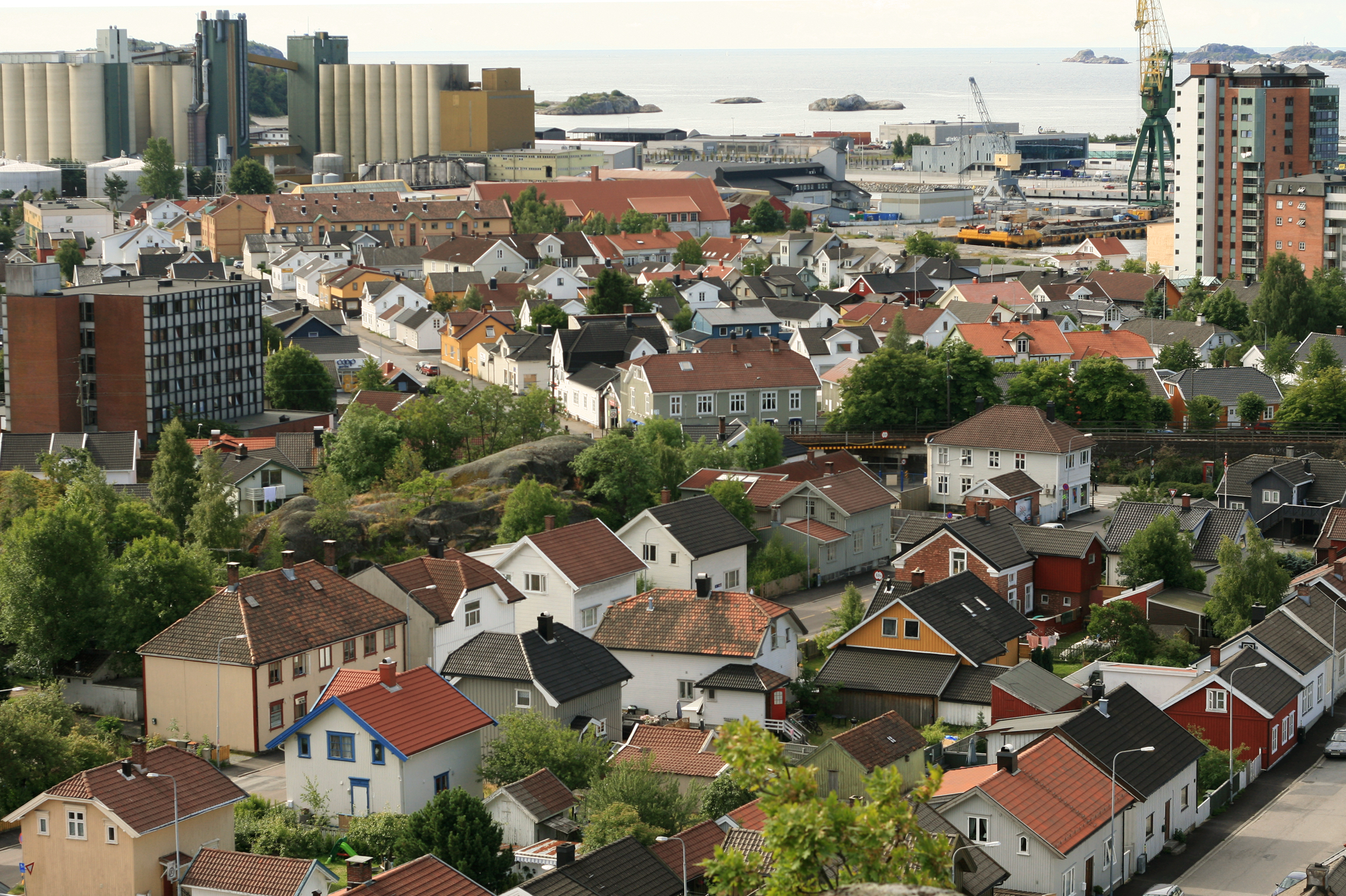
Blick auf Larvik

Die Kommune Larvik liegt an der Südostküste am Skagerrak im Fylke Vestfold und somit südwestlich der norwegischen Hauptstadt Oslo. Larvik grenzt an Sandefjord im Osten, Tønsberg und Holmestrand im Nordosten, Kongsberg im Norden, Siljan im Westen und Porsgrunn im Südwesten. Des Weiteren besteht im Südwesten eine Seegrenze zu den Kommunen Kragerø und Bamble. Die Grenze im Norden stellt zugleich den Übergang zwischen den Fylkern Vestfold und Buskerud dar, die im Westen zur Telemark. Die Stadt Larvik liegt an der Südküste der Kommune, wo sich der Larviksfjord von Süden kommend in das Land einschneidet. In den Fjord mündet der Fluss Lågen (auch: Numedalslågen), der in Nord-Süd-Richtung durch die Kommune fließt. Dessen aus dem Westen kommender Nebenfluss Daleelva beinhaltet mit dem Trollfoss den höchsten Wasserfall der Region Vestfold. Das Wasser fällt dort etwa zwölf Meter ab.
Die Kommune ist vom Terrain hügelig. Teils liegt Larvik auf der Endmoräne Raet, die den Larviksfjord von dem großen Süßwassersee Farris trennt. Die Erhebung Pikstein sø stellt mit einer Höhe von 622,1 moh. den höchsten Punkt der Kommune Larvik dar. Der Berg liegt auf der Nordwestgrenze zu Kongsberg. Etwa die gleichhoch ist der Vindfjell an der Grenze zu Siljan. Nördlich der Stadt Larvik ist der größte Buchenwald Norwegens, der Bøkeskogen, vorzufinden. Insgesamt befinden sich auf dem Gemeindeareal über 20 Naturreservate.
Larvik befindet sich in einer Region vulkanischen Ursprungs und ist der Namensgeber für das Gestein Larvikit, einen seltenen Naturwerkstein, der in der Umgebung der Stadt abgebaut wird. Die Gemeinde ist Teil des Gea Norvegica Geopark, der zu einem Netzwerk europäischer Geoparks und zu dem von der UNESCO unterstützten Global Network of National Geoparks gehört.
Larvik hat ein moderates Küstenklima mit mildem Winter- und warmem Sommerwetter.

## Einwohner
Die Einwohner leben vor allem entlang der Küste oder in unmittelbarer Nähe zu ihr. Weiter im Landesinneren verteilen sich die Ansiedlungen überwiegend entlang des Tals, durch das der Fluss Lågen führt. In der Gemeinde liegen mehrere sogenannte Tettsteder, also mehrere Ansiedlungen, die für statistische Zwecke als eine städtische Siedlung gewertet werden. Diese sind Hem mit 680, Larvik mit 27.487, Tveteneåsen mit 837, Stavern mit 6121, Helgeroa/Nevlunghamn mit 1994, Verningen mit 1353, Kvelde mit 1105 und Svarstad mit 677 Einwohnern (Stand: 1. Januar 2024).
Die Einwohner der Gemeinde werden Larvikar, Larviker oder Larviking genannt. Larvik hat weder Nynorsk noch Bokmål als offizielle Sprachform, sondern ist in dieser Frage neutral.
| Jahr          | 1986   | 1990   | 1995   | 2000   | 2005   | 2010   | 2015   | 2020   | 2025   |
| ------------- | ------ | ------ | ------ | ------ | ------ | ------ | ------ | ------ | ------ |
| Einwohnerzahl | 39.109 | 40.425 | 41.361 | 42.765 | 43.561 | 44.821 | 45.969 | 47.204 | 48.870 |

## Geschichte

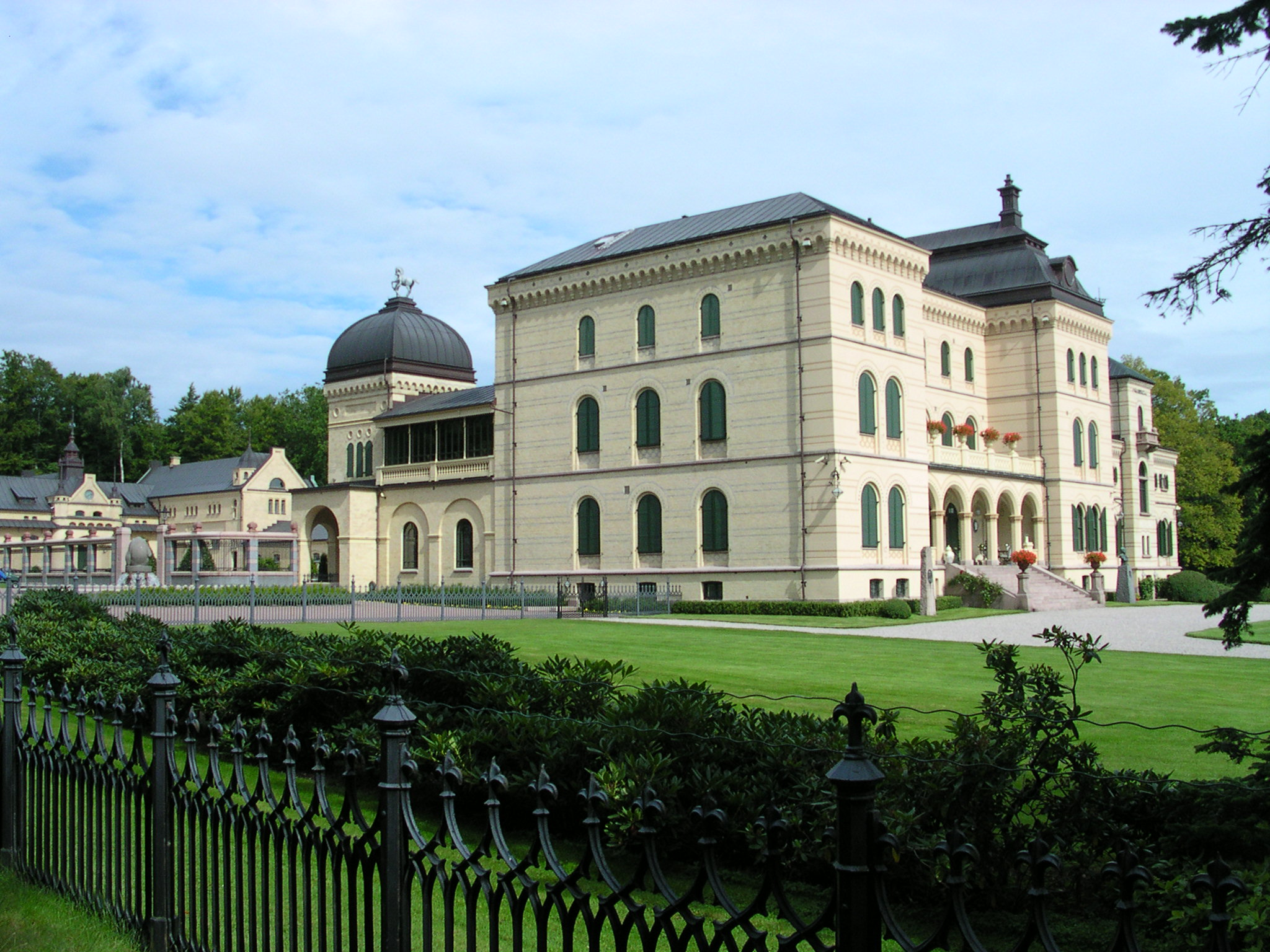
Fritzøehus

Im Gemeindeareal gibt es Funde von Siedlungsplätzen aus der Steinzeit, die auf ein Alter von etwa 10.000 Jahre datiert werden. In der Kommune findet man des Weiteren mehrere Gräberfelder, so das Gräberfeld Mølen und das Gräberfeld von Istrehågan. Larvik erhielt im Jahr 1671 Rechte als Kjøpstad, als Ulrik Fredrik Gyldenløve, Sohn von König Frederik III. die Grafschaft Laurvig gründete. Larvik unterscheidet sich zu anderen Küstenstädten dieser Zeit dadurch, dass die Stadt in einer Grafschaft lag und sich eine besondere Architektur entwickelte. 1674 wurde Gyldeløvens Residenz, der sogenannte Herregården, fertiggestellt. Es handelt sich dabei um ein Holzgebäude im Barockstil. Wichtige Einnahmequellen in der Zeit waren der Holzhandel, der Bootsbau und die Seefahrt. Auch das bis 1868 betriebene Eisenwerk Fritzøe Jernverk zählte zu den bedeutenden Arbeitgebern. Das Werk wurde unter Gyldenløve aufgebaut und war bis Ende des 17. Jahrhunderts das größte seiner Art in Norwegen. Das Schloss Fritzøehus wurde 1863 fertiggestellt. Der Bau wurde vom damaligen Werksbesitzer Michael Treschow veranlasst. Zum Gut gehören etwa 600.000 Dekar. Mit der Anbindung an das norwegische Eisenbahnnetz und dem Ausbau des Hafens stieg Ende des 19. Jahrhunderts die Wirtschaftsleistung an. Zu einem erneuten Aufschwung kam es in den 1930er-Jahren. Der Ort Stavern war bis 1864 der Hauptsitz der Norwegischen Seestreitkräfte (Sjøforsvaret).

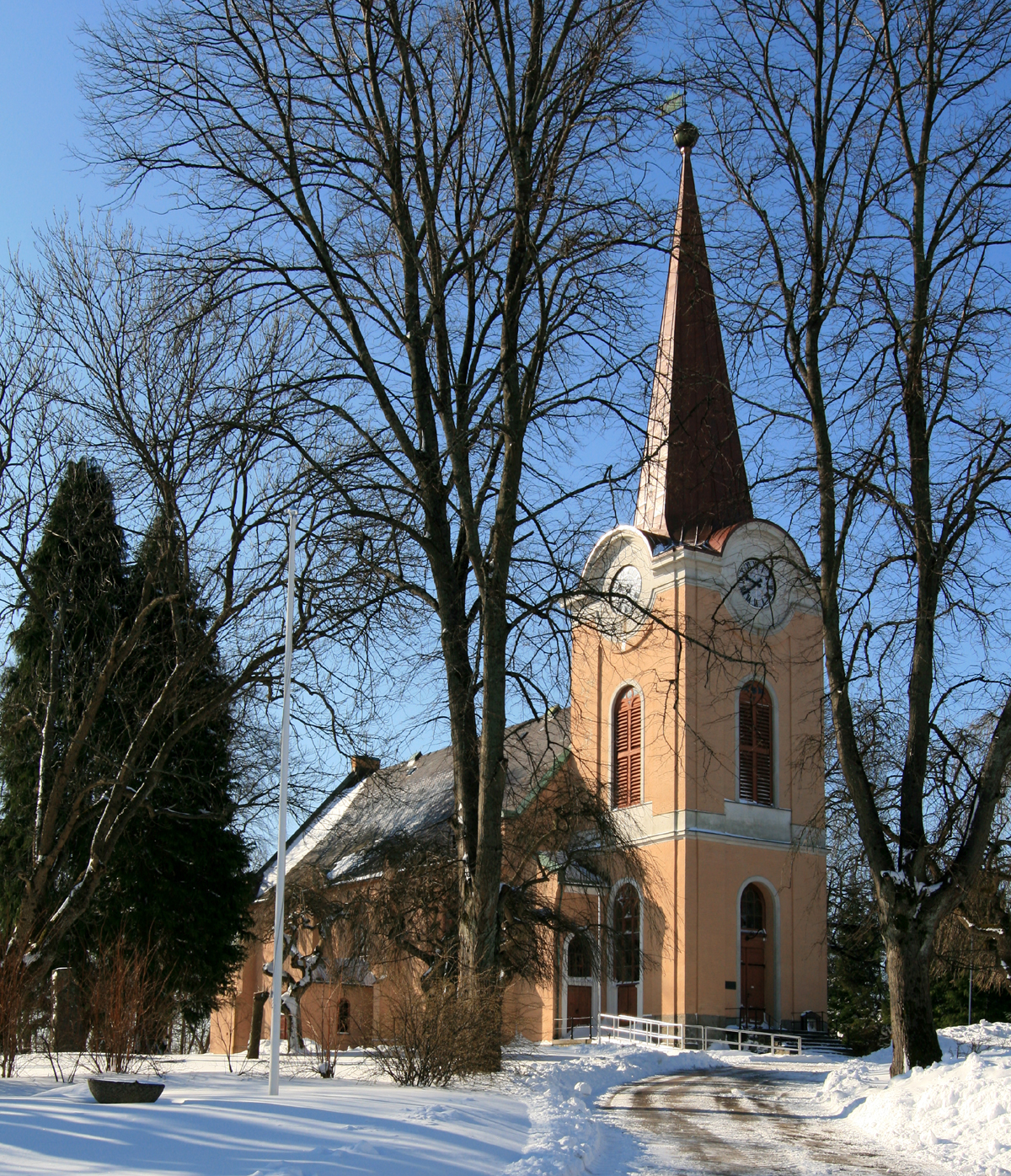
Larvik kirke

Zum 1. Januar 1988 kam es zu einer Zusammenlegung mehrerer Kommunen zur neuen Gemeinde Larvik. Es wurden Larvik mit damals 8045, Stavern mit 2538, Tjølling mit 7878, Brunlanes mit 8138 und Hedrum mit 10.449 Einwohnern zusammengelegt. Bereits zuvor kam es über die Jahre hinweg zur mehreren Veränderungen, bei denen teils bewohnte und teils unbewohnte Gebiete in andere Kommunen übergingen. Im Rahmen der Kommunalreform in Norwegen gehörte Larvik zu den ersten betroffenen Gemeinden, da am 1. Januar 2018 Lardal eingegliedert wurde.
In der Kommune liegen mehrere Kirchen. Die Larvik kirke ist eine mit Ziegelsteinen gebaute Kirche aus dem Jahr 1677. Das Kirchengebäude wurde im Auftrag von Gyldenløve gebaut. Als Architekt bei einem Umbau, der zwischen 1859 und 1864 vollzogen wurde, diente Christian Heinrich Grosch, der unter anderem auch für das Hauptgebäude der Universität Oslo verantwortlich war. Eine ältere Kirche ist die Berg stenkirke, eine Steinkirche, die etwa 1100 errichtet wurde. Bei einem Neubau wurde sie teilweise abgerissen. Weitere Kirchen sind unter anderem die Svarstad kirke und die Berg trekirke.

## Wirtschaft und Infrastruktur

### Verkehr

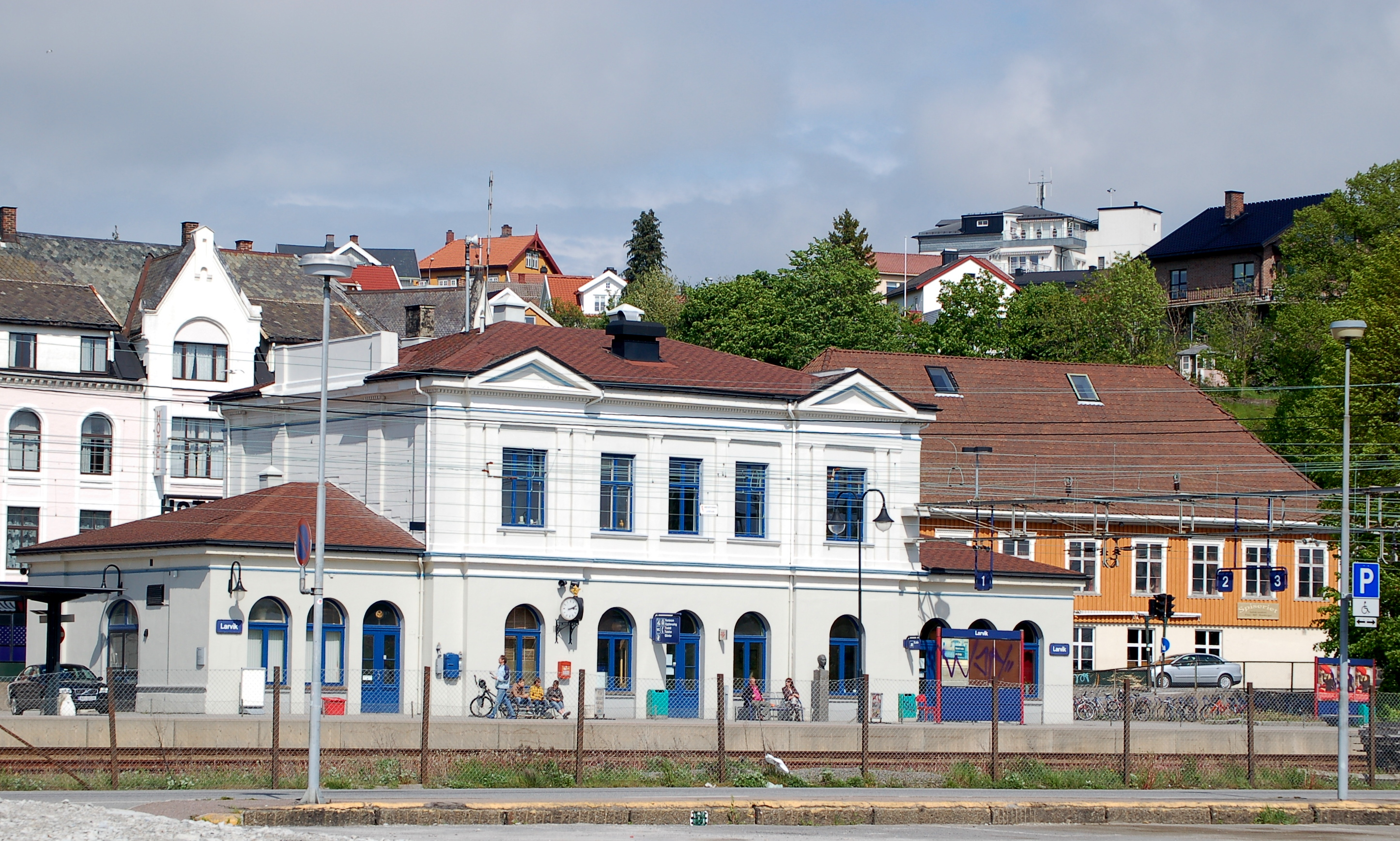
Bahnhof Larvik

Durch den Süden der Kommune führt die Europastraße 18 (E18). Sie stellt in Richtung Nordosten die Anbindung zu Sandefjord, den dort gelegenen Flughafen Torp, Tønsberg und schließlich auch Oslo her. In ihrem Verlauf Richtung Westen führt sie unter anderem nach Porsgrunn. Von der E18 zweigen mehrere Straßen in den Norden und zur Südküste ab, womit die einzelnen Bereiche der Gemeinde miteinander verbunden werden. Parallel zum Fluss Lågen führt etwa der Fylkesvei 40 in den Norden. Ebenfalls durch den Süden der Kommune führt die Eisenbahnlinie Vestfoldbanen. Der Bahnhof in Larvik wurde im Jahr 1881 eröffnet, als auch die Bahnlinie fertiggestellt wurde. Vom Hafen von Larvik aus existieren Fährenverbindungen nach Hirtshals in Dänemark.

### Wirtschaft
Für die Landwirtschaft in der Kommune ist der Anbau von Frühkartoffeln und Gemüse eine wichtige Einnahmequelle. Tierhaltung spielt im Vergleich zur Ackerwirtschaft eine geringere Rolle, allerdings werden im Vergleich zu anderen Kommunen der Region etwa viele Hühner gehalten. Weit verbreitet ist auch die Forstwirtschaft, größter Waldbesitzer ist das Unternehmen Treschow-Fritzøe. Bedeutende Industriezweige in der Kommune sind die Lebensmittel-, die Metallwaren- und die Holzindustrie. Des Weiteren wird Bergbau betrieben, wobei der Abbau von Larvikit weit verbreitet ist. In Larvik wird die Zeitung Østlands-Posten herausgegeben. Im Jahr 2020 arbeiteten von etwa 22.000 Arbeitstätigen zirka 14.400 in Larvik selbst, etwa 3200 waren in der Nachbargemeinde Sandefjord tätig. Die weiteren Personen verteilten sich auf Kommunen wie Tønsberg, Oslo oder Porsgrunn.

## Name und Wappen
Das ab 1989 offizielle Gemeindewappen zeigte einen silbernen Mast mit drei Segeln auf blauem Hintergrund. Mit der Eingliederung von Lardal zum Jahresbeginn 2018 erhielt die Kommune auch ein neues Wappen. Der Namensbestandteil „Lar-“ aus dem Namen der Stadt leitet sich vom altnordischen Begriff Lǫgr ab, welcher wiederum mit dem Namen des Flusses Lågen zusammenhängt.

## Sport
Sportliches Aushängeschild der Stadt ist der Frauenhandballverein Larvik HK, der seit 1994 14-mal norwegischer Meister wurde und 2011 die EHF Champions League gewann.

## Medienpräsenz
Larvik war 2018 Drehort der weltweit lizenzierten norwegischen Kriminalfilmserie Kommissar Wisting mit Sven Nordin in der Titelrolle des „William Wisting“. Auch die dieser Literaturverfilmung zugrunde liegenden Thriller-Romane des Schriftstellers und ehemaligen Kriminalhauptkommissars Jørn Lier Horst spielen in einem fiktionalisierten Larvik. Der Autor selbst lebt in Stavern, einem 1988 eingemeindeten heutigen Ortsteil der Gesamtgemeinde Larvik. Der internationale Name der Krimi-Miniserien-Reihe „Wisting“ ist zugleich der Nachname des dort gebürtigen bekannten Polarforschers Oscar Wisting, dem neben der Schriftstellerin Anne Holt auch international berühmtesten Larviker.

## Sehenswürdigkeiten

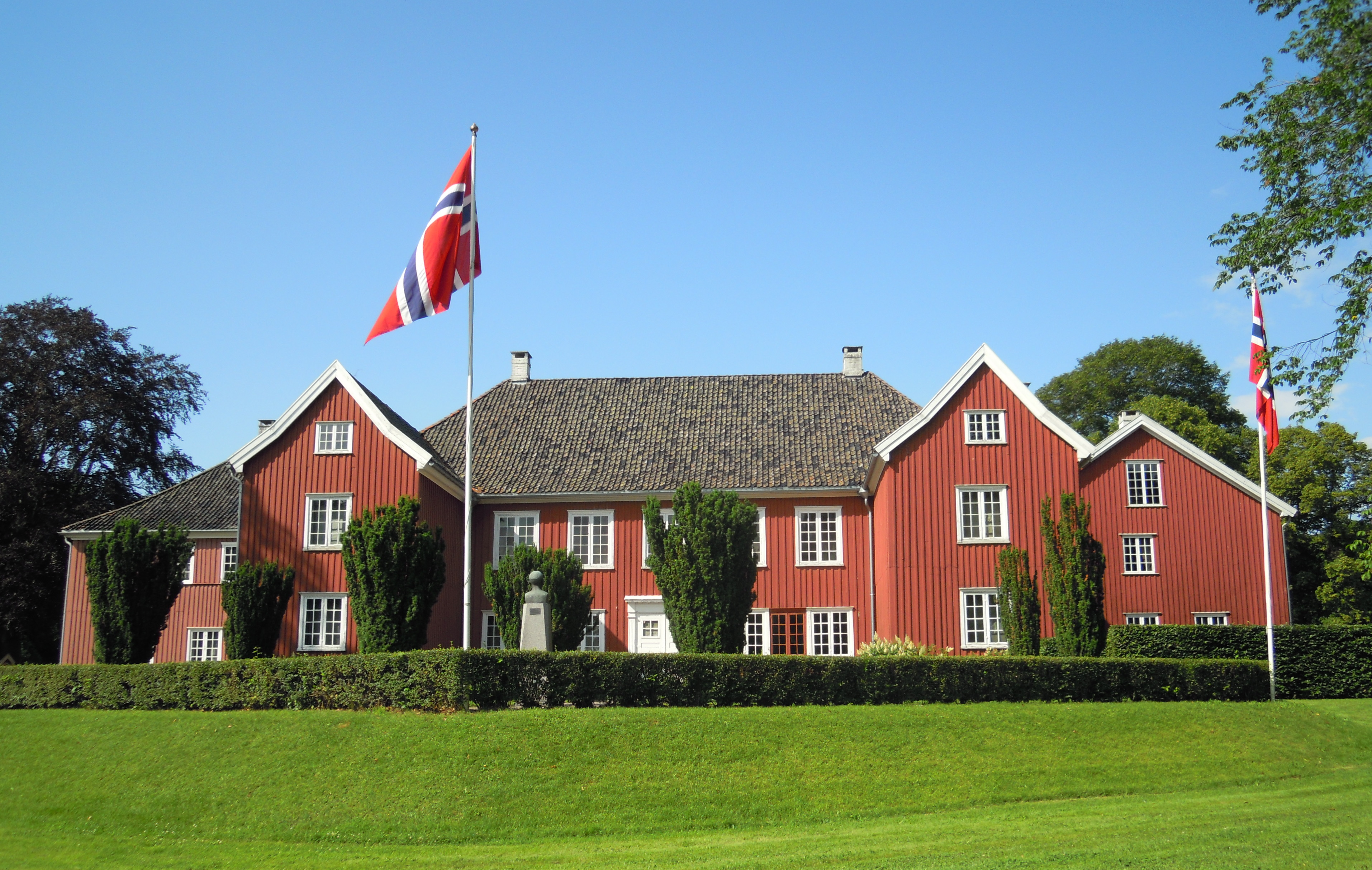
Herregården

- Das Seefahrtsmuseum zeigt die enge Verbindung der Stadt mit der Seefahrt von den frühesten Anfängen über die Schiffsbauten von Colin Archer bis zu den Expeditionen von Thor Heyerdahl.
- Herregården (Herrenhof), bedeutender norwegischer Barockbau, ehemalige Residenz des dänischen Statthalters und Grafen Ulrik Fredrik Gyldenløve.
- Fredriksvern Verft, Parkanlage im Ortsteil Stavern mit 17 denkmalgeschützten Gebäuden aus dem 18. Jahrhundert.
- Bøkeskogen, ein knapp 0,3 km2 großer Buchenwald auf der Vestfold Ra mit Grabfeldern aus der Wikingerzeit; es handelt sich um eines der nördlichsten Buchenwaldvorkommen der Welt
- Bautastein von Presteåsen

## Persönlichkeiten
- Margarete von Leiningen-Westerburg-Neuleiningen (1694–1761), Gräfin von Leiningen, Person der Regionalgeschichte
- Peter Hersleb Harboe Castberg (1794–1858), Pfarrer in, Bürgermeister von und Parlamentsabgeordneter für Larvik
- Colin Archer (1832–1921), Schiffskonstrukteur
- Sophus Bugge (1833–1907), Philologe
- Peter Harboe Castberg (1844–1926), Bankdirektor und Sachbuchautor
- Anna Hvoslef (1866–1954), Journalistin und Frauenrechtlerin
- Oscar Wisting (1871–1936), Polarforscher
- Niels Christian Ditleff (1881–1956), Diplomat
- Conrad Carlsrud (1884–1973), Turner und Speerwerfer
- Erling Tambs (1888–1967), Schriftsteller und Segler
- Sverre Hansen (1913–1974), Fußballspieler
- Thor Heyerdahl (1914–2002), Anthropologe und Abenteurer
- Cecil Aagaard (1916–1984), Swing-Jazzsänger, Schlagzeuger, Akkordeonist und Bandleader
- Frank Sachnowitz (1925–1943), norwegisches Opfer des Holocaust
- Arne Nordheim (1931–2010), Komponist
- Jørgen Barth-Jørgensen (1932–2021), Gewichtheber
- Anders Hatlo (* 1947), Schauspieler und Regisseur
- Arne L. Kalleberg (* 1949), US-amerikanischer Soziologe Herkunft
- Per Christiansen (* 1949), Jurist, Hochschullehrer und EFTA-Richter
- Terje Moe Gustavsen (1954–2019), Gewerkschafter und Politiker
- Øyvind Tveter (* 1954), Eisschnellläufer
- Hallvar Thoresen (* 1957), Fußballspieler und -trainer
- Anette Bøe (* 1957), Skilangläuferin
- Hilde Merete Aasheim (* 1958), Unternehmerin
- Anne Holt (* 1958), Schriftstellerin, Juristin, Politikerin und Journalistin
- Tom Erik Oxholm (* 1959), Eisschnellläufer
- Bjørg Eva Jensen (* 1960), Eisschnellläuferin
- Atle Pedersen (* 1964), Radrennfahrer
- Gunnar Halle (* 1965), Fußballspieler
- Espen Hoff (* 1981), Fußballspieler
- Lasse Gjertsen (* 1984), Animator und Musiker